# IMAM Ro.37
IMAM Ro.37 – włoski samolot rozpoznawczy używanym podczas II wojny światowej.
Powstał na zapotrzebowanie Regia Aeronautica na lekki samolot współpracy z armią, zdolny do działania na bezpośrednim zapleczu frontu. Miał być zdolny do startów i lądowań na przyfrontowych lotniskach polowych i zapewniać pilotowi sterowność nawet przy minimalnych prędkościach, z jakimi odbywało się rozpoznanie i korygowanie ognia artylerii.
Samolot Ro.37, skonstruowany na początku lat trzydziestych XX w. w firmie Industrie Meccaniche a Aeronautuiche Meridionali (IMAM) w Neapolu, okazał się na tyle udanym, że w czerwcu 1934 roku rozpoczęto jego produkcję seryjną dla lotnictwa włoskiego i na eksport. Pierwsza wersja napędzana była silnikiem rzędowym Fiat A.30 R.A. (tym samym co w myśliwcu Fiat CR.32) i w założeniu miała pełnić funkcje myśliwsko-rozpoznawcze. Jednak jak na samolot myśliwski maszyna była zbyt wolna i za mało zwrotna. Dlatego w służbie Regia Aeronautica Ro.37 pełniły wyłącznie funkcje rozpoznawcze, korygowania ognia artylerii, foto zwiadu, dyspozycyjne i szkolne.
Po wyprodukowaniu 160 egzemplarzy Ro.37 z silnikiem Fiat, wytwórnia rozpoczęła w 1935 roku produkcję zmodyfikowanej wersji Ro.37 bis, wyposażonej w 7-cylindrowy silnik gwiazdowy Piaggio P.IX R.C. Zbudowano 475 samolotów tej wersji. Obie wzięły udział w wojnie włosko-abisyńskiej i w hiszpańskiej wojnie domowej. Także lotnictwo nacjonalistów hiszpańskich otrzymało 68 maszyn Ro.37 bis. Były one używane przez Ejército del Aire do 1945 roku.
W chwili wypowiedzenia przez Włochy wojny Francji i Wielkiej Brytanii 10 czerwca 1940 roku, lotnictwo włoskie dysponowało 275 samolotami Ro.37 obu wersji. Były one użyte w wojnie przeciwko Grecji i w Afryce Północnej. Nieliczne towarzyszyły jeszcze wojskom włoskim na froncie wschodnim. Jednak już od 1942 roku były zastępowane w linii przez nowsze typy samolotów rozpoznawczych, głównie Caproni Ca.311 i jego wersje rozwojowe.
Oprócz lotnictwa Włoch i Hiszpanii Ro.37 były użytkowane przez siły zbrojne Węgier (14 egz.), Austrii (8 egz.), Afganistanu (16 egz.), Ekwadoru (10 egz.) i Urugwaju (6 szt.).
IMAM Ro.37 był dwumiejscowym, jednosilnikowym dwupłatem o stałym podwoziu z otwartymi kabinami, konstrukcji mieszanej. Uzbrojenie stanowiły karabiny maszynowe kal. 7,7 mm: jeden (Ro.37) lub dwa (Ro.37 bis) stałe strzelające do przodu obsługiwane przez i jeden ruchomy na obrotnicy w kabinie obserwatora. Samolot mógł też przenosić bomby lotnicze na wyrzutnikach pod kadłubem.
Wersjami rozwojowymi Ro.37 były wodnosamolot IMAM Ro.43, używany na pokładach okrętów Regia Marina i samolot rozpoznawczy dalekiego zasięgu Ro.45, zbudowany tylko w jednym prototypie.